# Britt Kersten
Britt Kersten (* 18. Februar 1939 in Eberswalde) ist eine deutsche Schlagersängerin, die in der DDR sehr populär war.

## Leben
Mit ihren ersten Schallplattenproduktionen war sie erfolgreich, bis ein schwerer Autounfall 1964 Kerstens Karriere für ein Jahr stoppte. Nach ihrer Genesung erschienen Amiga-Singles, die auch in der Bundesrepublik veröffentlicht wurden. Britt Kersten war in allen Unterhaltungssendungen des DFF zu sehen. Sie sang viele Duett-Titel mit dem aus Polen stammenden Sänger Bert Hendrix. Britt Kersten ist verwitwet, sie war mehr als 40 Jahre mit dem Komponisten Gerhard Siebholz verheiratet, der fast alle Lieder für sie komponierte. Auch Arndt Bause und Ralf Petersen schrieben Titel für Britt Kersten.
Die Sängerin steht nicht mehr auf der Bühne, sie genießt ihren Ruhestand in Berlin.
Zu ihrem 70. Geburtstag erschien 2009 eine CD, auf der die Plattenfirma 22 Titel aus einem riesigen Fundus von Aufnahmen, die zwischen 1964 und 1978 entstanden, ausgewählt hat.

## Diskografie

### Alben
- Immer wenn du lachst – Ihre großen Erfolge (22 Titel) – 2009

### Singles
- Santa Lucia Twist / Unsere Liebe, Amiga 450 437 (1964)
- Einmal ist keinmal / So geht’s nicht, mein boy, Amiga 450 515 (1965)
- Was ich nicht weiß / Was zuviel ist, ist zuviel, Amiga 450 540 (1965)
- Immer wenn du lachst / Liebe lässt sich nicht versteigern, Amiga 450 561 (1966)
- Küsse im Winterwald / Wenn mein Peter böse ist, Amiga 450 588 (1966)
- Du hast viel Fantasie / Geh nicht ohne Kuss nach Haus, Amiga 450 630 (1967)
- Verliebtsein ist gar nicht so leicht, Amiga 450 652 (1967) - Britt Kersten und Bert Hendrix
- Blond wird groß geschrieben, Amiga 450 660 (1967)
- Erster Kuss – Verlobung – Standesamt, Amiga 450 675 (1968)
- Aber ich wart auf dich, Amiga 450 691 (1968)
- La Bostella bei Tante Ella, Amiga 450 694 (1968) - Britt Kersten und Bert Hendrix
- Es ist immer dasselbe Spiel, Amiga 450 709 (1968) - Britt Kersten und Bert Hendrix
- Was ist bloß heute los, Amiga 450 713 (1968)
- Wenn ich glücklich bin, Amiga 855 167 (1969)
- Tanz an einem Frühlingsabend, Amiga 450 718 (1969)
- Aller Anfang ist schwer, Amiga 450 732 (1969) - Britt Kersten und Nina Lizell
- Komm zurück aus Wolkenkuckucksheim, Amiga 450 733 (1969)
- Heut ist Hochzeit / Blonde Matrosen mit blauen Augen, Amiga 450 765 (1970)
- 1:0 für dich / Ausgerechnet du und ich, Amiga 450 776 (1970)
- Wer im November nicht lieben kann / Ein Jahr Garantie, Amiga 450 808 (1970)
- Einmal fang ich dich ein / Männer müssen Männer sein, Amiga 455 876 (1972)

### Weitere Rundfunkaufnahmen
- Ich wär gern dein blinder Passagier
- So ein Zauber
- Hast du heute Langeweile
- Oh, mir klingen die Ohren
- Schubriza
- Henry
- Halte mich fest
- Aquamarin